# Taverniera oligantha
Taverniera oligantha är en ärtväxtart som först beskrevs av Adrien René Franchet, och fick sitt nu gällande namn av Mats Thulin. Taverniera oligantha ingår i släktet Taverniera och familjen ärtväxter. Inga underarter finns listade i Catalogue of Life.